# ダンスパートナー
ダンスパートナーは、日本の競走馬、繁殖牝馬。1995年の優駿牝馬（オークス）に優勝するなどの活躍をした。半兄に青葉賞、ステイヤーズステークス優勝馬エアダブリン（父：トニービン）、全弟に菊花賞馬ダンスインザダーク、種牡馬のトーセンダンス、全妹に桜花賞馬、ヴィクトリアマイル優勝馬ダンスインザムードがいる。
※馬齢は2000年以前に使用された旧表記（数え年）で統一する。

## 戦績

### 4歳
ダンスパートナーはゲートが苦手なためにデビューは1995年1月の小倉競馬の新馬戦までずれ込んだが、出遅れながらも2馬身差で勝利した。その後、ダンスパートナーはこの出遅れ癖で後方からのレースを余儀なくされ、2戦目のオープン特別のエルフィンステークスで2着、チューリップ賞でも2着になった。阪神・淡路大震災のため、京都競馬場で行われた桜花賞でも出遅れ癖は治らず、これが原因でダンスパートナーはワンダーパヒュームの2着に敗れた。
3番人気に支持されたオークスではこの出遅れ癖が解消され、2着のユウキビバーチェに1馬身3/4の差を付けて優勝、GI初制覇を遂げた。しかも、翌週の日本ダービーを優勝したタヤスツヨシよりも速い勝ちタイム（共に良馬場でオークス：2.26.7、ダービー：2.27.3）だったことで高い評価を得た。
オークス後、ダンスパートナーはフランスへ遠征し、ステップレースのノネット賞で2着、GIのヴェルメイユ賞で6着の成績を残した。帰国後、ダンスパートナーは牝馬限定のエリザベス女王杯ではなく菊花賞に挑戦した（エリザベス女王杯が翌年から古馬に開放されることが決まっていたため「エリザベス女王杯は来年以降でも取れる」ということで、菊花賞に出走した）。菊花賞への牝馬出走は18年ぶり、勝てば48年ぶりという歴史的挑戦で1番人気に支持されるも、結果はマヤノトップガンの5着に敗れた。
菊花賞後、阪神牝馬特別にも出走したが2着に敗れてしまい、結局この年ダンスパートナーはオークスしか勝てなかった。しかしながら、このオークス優勝が評価され、JRA賞最優秀4歳牝馬を受賞している。

### 5歳
1996年、初戦となったアメリカジョッキークラブカップでは、武豊がスキーキャプテンを選んだため、このレースのみ蛯名正義が騎乗して2着。その後、武豊に鞍上が戻り京都記念2着、大阪杯4着と相変わらず惜敗が続いた。京阪杯で四位洋文が初めて騎乗して優勝し、宝塚記念ではマヤノトップガンの3着と好走した。
秋は京都大賞典4着を経て、古馬に開放されリニューアルしたエリザベス女王杯に出走。このレースで1番人気に推されたダンスパートナーはヒシアマゾンらを退けて優勝、GI2勝目を挙げた。エリザベス女王杯後、ジャパンカップ10着、有馬記念6着と勝てなかったものの、ダンスパートナーはJRA賞最優秀5歳以上牝馬を受賞している。

### 6歳
1997年、初戦となった香港のクイーンエリザベス2世カップに出走するが8着に敗れた。続く鳴尾記念では河内洋とコンビを組んだが、3着に終わった。宝塚記念は引き続き河内が騎乗したが、前年に続きマーベラスサンデーの3着に終わった。
秋は京都大賞典2着を経て、エリザベス女王杯に出走して連覇を目指したが、ゴール前の最後の直線で馬群に突っ込む不利を蒙りながらエリモシックとの競り合いに持ち込んだが、2着に競り負けて連覇はならなかった。続く有馬記念は、終始後方のまま全く走らずシルクジャスティスの14着に敗れ、このレースを最後に現役を引退した。
現役時代は前述の通り、出遅れ癖や気性的な面から追い込みを主とした脚質だったため、展開が向かないなどの惜敗（2着が9回ある）が多く、通算成績は25戦4勝（うち重賞3勝）にとどまっている。

## 競走成績
| 年月日     | 競馬場     | 競走名           | 格   | 頭数 | オッズ （人気） | オッズ （人気） | 着順 | 騎手     | 斤量 [kg] | 距離（馬場）  | タイム （上り3F） | タイム 差 | 勝ち馬/（2着馬）       |
| ---------- | ---------- | ---------------- | ---- | ---- | --------------- | --------------- | ---- | -------- | --------- | ------------- | ----------------- | --------- | ---------------------- |
| 1995.01.29 | 小倉       | 4歳新馬          |      | 16   | 02.7            | 0（1人）        | 01着 | 増井裕   | 53        | 芝1200m（良） | 1:10.6 (35.2)     | -0.3      | （ゲイリーアタック）   |
| 0000.02.18 | 京都       | エルフィンS      | OP   | 12   | 03.8            | 0（2人）        | 02着 | 角田晃一 | 53        | 芝1600m（良） | 1:35.3 (34.9)     | -0.1      | シェイクハンド         |
| 0000.03.11 | 京都       | チューリップ賞   | GIII | 11   | 02.4            | 0（2人）        | 02着 | 武豊     | 54        | 芝1600m（良） | 1:35.1 (36.1)     | -0.0      | ユウキビバーチェ       |
| 0000.04.09 | 京都       | 桜花賞           | GI   | 18   | 07.6            | 0（3人）        | 02着 | 武豊     | 55        | 芝1600m（稍） | 1:34.4 (35.3)     | -0.0      | ワンダーパヒューム     |
| 0000.05.21 | 東京       | 優駿牝馬         | GI   | 18   | 04.6            | 0（3人）        | 01着 | 武豊     | 55        | 芝2400m（良） | 2:26.7 (35.4)     | -0.3      | （ユウキビバーチェ）   |
| 0000.08.27 | ドーヴィル | ノネット賞       | G3   | 4    |                 | 0（3人）        | 02着 | 武豊     | 58        | 芝2000m（稍） | 2:11.3 (00.0)     | -0.0      | Matiara                |
| 0000.09.10 | ロンシャン | ヴェルメイユ賞   | G1   | 10   |                 | 0（1人）        | 06着 | 武豊     | 58        | 芝2400m（重） | 2:33.1 (00.0)     | -0.3      | Carling                |
| 0000.11.05 | 京都       | 菊花賞           | GI   | 18   | 04.9            | 0（1人）        | 05着 | 武豊     | 55        | 芝3000m（良） | 3:05.0 (36.0)     | -0.6      | マヤノトップガン       |
| 0000.12.17 | 阪神       | 阪神牝馬特別     | GII  | 12   | 01.7            | 0（1人）        | 02着 | 武豊     | 54        | 芝2000m（良） | 2:00.5 (35.1)     | -0.2      | サマニベッピン         |
| 1996.01.21 | 東京       | AJCC             | GII  | 9    | 07.4            | 0（4人）        | 02着 | 蛯名正義 | 55        | 芝2200m（良） | 2:15.3 (33.8)     | -0.3      | カネツクロス           |
| 0000.02.11 | 京都       | 京都記念         | GII  | 8    | 02.8            | 0（2人）        | 02着 | 武豊     | 55        | 芝2200m（良） | 2:14.6 (34.4)     | -0.6      | テイエムジャンボ       |
| 0000.03.31 | 阪神       | 産経大阪杯       | GII  | 12   | 04.2            | 0（2人）        | 04着 | 武豊     | 56        | 芝2000m（稍） | 2:00.8 (34.4)     | -0.1      | タイキブリザード       |
| 0000.05.11 | 京都       | 京阪杯           | GIII | 16   | 02.9            | 0（1人）        | 01着 | 四位洋文 | 56        | 芝2200m（良） | 2:12.8 (33.5)     | -0.0      | （イブキタモンヤグラ） |
| 0000.06.09 | 東京       | 安田記念         | GI   | 17   | 15.4            | 0（7人）        | 06着 | 四位洋文 | 56        | 芝1600m（良） | 1:33.6 (34.8)     | -0.5      | トロットサンダー       |
| 0000.07.07 | 阪神       | 宝塚記念         | GI   | 13   | 06.2            | 0（3人）        | 03着 | 四位洋文 | 56        | 芝2200m（良） | 2:12.3 (34.6)     | -0.3      | マヤノトップガン       |
| 0000.10.06 | 京都       | 京都大賞典       | GII  | 14   | 06.5            | 0（2人）        | 04着 | 四位洋文 | 57        | 芝2400m（良） | 2:25.2 (33.9)     | -0.1      | マーベラスサンデー     |
| 0000.11.10 | 京都       | エリザベス女王杯 | GI   | 16   | 02.4            | 0（1人）        | 01着 | 四位洋文 | 56        | 芝2200m（良） | 2:14.3 (34.0)     | -0.0      | （フェアダンス）       |
| 0000.11.24 | 東京       | ジャパンC        | GI   | 15   | 13.6            | 0（6人）        | 10着 | 四位洋文 | 55        | 芝2400m（良） | 2:25.6 (37.3)     | -1.8      | シングスピール         |
| 0000.12.22 | 中山       | 有馬記念         | GI   | 14   | 46.2            | （12人）        | 06着 | 四位洋文 | 55        | 芝2500m（良） | 2:35.2 (37.4)     | -1.4      | サクラローレル         |
| 1997.04.13 | 沙田       | QE2世C           | G1*  | 14   |                 | 0（4人）        | 08着 | 四位洋文 | 55.5      | 芝2000m（良） | 2:01.7 (00.0)     | -1.4      | London News            |
| 0000.06.15 | 阪神       | 鳴尾記念         | GII  | 15   | 11.3            | 0（4人）        | 03着 | 河内洋   | 57        | 芝2000m（良） | 2:01.8 (35.7)     | -0.4      | バブルガムフェロー     |
| 0000.07.06 | 阪神       | 宝塚記念         | GI   | 12   | 18.7            | 0（4人）        | 03着 | 河内洋   | 56        | 芝2200m（良） | 2:12.1 (36.3)     | -0.2      | マーベラスサンデー     |
| 0000.10.05 | 京都       | 京都大賞典       | GII  | 10   | 02.0            | 0（1人）        | 02着 | 河内洋   | 57        | 芝2400m（良） | 2:26.2 (34.3)     | -0.0      | シルクジャスティス     |
| 0000.11.09 | 京都       | エリザベス女王杯 | GI   | 15   | 01.4            | 0（1人）        | 02着 | 河内洋   | 56        | 芝2200m（良） | 2:12.5 (35.1)     | -0.0      | エリモシック           |
| 0000.12.21 | 中山       | 有馬記念         | GI   | 16   | 10.9            | 0（5人）        | 14着 | 河内洋   | 54        | 芝2500m（良） | 2:38.8 (39.8)     | -4.0      | シルクジャスティス     |

- クイーンエリザベス2世Cのグレードは香港ローカルのもの。

## 引退後
引退後は繁殖牝馬となった。サンデーサイレンス譲りの激しい気性のためか、なかなか活躍馬が出なかったが、2012年の中山金杯でフェデラリストが優勝し、産駒初の重賞制覇を果たした。
2016年10月14日、蹄葉炎のため、繋養先の社台ファームで死亡した。
2025年5月25日、3番仔ダンスオールナイトの孫のカムニャックが優駿牝馬を制し、自身の子孫から初めてGI馬が誕生した。

### 産駒
|    | 生年 | 馬名                     | 性 | 毛色   | 父                  | 厩舎 | 馬主                       | 戦績・用途                                                                         |
| -- | ---- | ------------------------ | -- | ------ | ------------------- | --- | -------------------------- | ---------------------------------------------------------------------------------- |
| 1  | 1999 | ロイヤルパートナー       | 牝 | 鹿毛   | *エリシオ           | 栗東・白井寿昭 →栗東・藤岡健一                                                                                             | 社台レースホース           | 34戦3勝 繁殖牝馬                                                                   |
| 2  | 2000 | ドリームパートナー       | セ | 鹿毛   | *エリシオ           | 美浦・大久保洋吉 | 臼田浩義                   | 46戦4勝                                                                            |
| 3  | 2003 | ダンスオールナイト       | 牝 | 鹿毛   | *エルコンドルパサー | 美浦・加藤征弘 | 社台レースホース           | 36戦5勝 中山牝馬S-GIII 3着 繁殖牝馬 産駒にヨカグラ、孫にキープカルム・カムニャック |
| 4  | 2005 | マンボパートナー（USA）  | セ | 青鹿毛 | Kingmambo           | 栗東・橋口弘次郎 →北海道・原孝明 →水沢・伊藤和                                                                             | 社台レースホース →伊藤博   | 95戦9勝                                                                            |
| 5  | 2006 | スマーティーダンス (USA) | 牝 | 栗毛   | Smarty Jones        | 栗東・橋口弘次郎 →美浦・鈴木伸尋                                                                                           | 社台レースホース           | 11戦1勝 繁殖牝馬                                                                   |
| 6  | 2007 | フェデラリスト           | 牡 | 黒鹿毛 | Empire Maker        | 栗東・松田国英 →船橋・出川克己 →西脇・田中道夫 →美浦・田中剛                                                               | 社台レースホース           | 16戦7勝（地方：2戦2勝） 中山金杯-GIII 1着 中山記念-GII 1着 （種牡馬）              |
| 7  | 2009 | ロンギングダンサー       | 牡 | 黒鹿毛 | *シンボリクリスエス | 美浦・勢司和浩 | 坂本浩一                   | 45戦7勝（引退・種牡馬）                                                            |
| 8  | 2010 | ラカ                     | 牝 | 鹿毛   | キングカメハメハ    | 栗東・松田博資 →西脇・田中道夫                                                                                             | グリーンファーム →JPN技研  | 18戦0勝（引退）                                                                    |
| 9  | 2011 | レインオーバー           | セ | 青鹿毛 | キングカメハメハ    | 美浦・堀宣行 →美浦・田中剛 →名古屋・角田輝也                                                                               | グリーンファーム →JPN技研  | 33戦6勝（引退）                                                                    |
| 10 | 2012 | キーフォーサクセス       | 牡 | 黒鹿毛 | キングカメハメハ    | 美浦・田中剛 →西脇・田中道夫 →美浦・田中剛 →西脇・盛本信春 →岩手・工藤裕孝 →川崎・田島寿一 →大井・的場直之 →佐賀・土井道隆 | 社台レースホース →坂本浩一 | 71戦9勝（引退）                                                                    |
| 11 | 2014 | ベストダンス             | 牡 | 黒鹿毛 | *ワークフォース     | 美浦・戸田博文 →門別・林和弘 →美浦・戸田博文 →門別・林和弘 →西脇・渡瀬寛彰 →佐賀・真島元徳                                 | 平井裕                     | 50戦6勝（引退）                                                                    |

## 血統表
| ダンスパートナーの血統                                     | ダンスパートナーの血統                                      | ダンスパートナーの血統                                      | （血統表の出典）                                            | （血統表の出典） |
| 父系                                                       | ヘイロー系（サンデーサイレンス系）                          | ヘイロー系（サンデーサイレンス系）                          | ヘイロー系（サンデーサイレンス系）                          | [ § 2 ]          |
| 父 *サンデーサイレンス Sunday Silence 1986 青鹿毛 アメリカ | 父の父Halo 1969 黒鹿毛 アメリカ                             | Hail to Reason                                              | Turn-to                                                     | Turn-to          |
| 父 *サンデーサイレンス Sunday Silence 1986 青鹿毛 アメリカ | 父の父Halo 1969 黒鹿毛 アメリカ                             | Hail to Reason                                              | Nothirdchance                                               |                  |
| 父 *サンデーサイレンス Sunday Silence 1986 青鹿毛 アメリカ | 父の父Halo 1969 黒鹿毛 アメリカ                             | Cosmah                                                      | Cosmic Bomb                                                 | Cosmic Bomb      |
| 父 *サンデーサイレンス Sunday Silence 1986 青鹿毛 アメリカ | 父の父Halo 1969 黒鹿毛 アメリカ                             | Cosmah                                                      | Almahmoud                                                   |                  |
| 父 *サンデーサイレンス Sunday Silence 1986 青鹿毛 アメリカ | 父の母Wishing Well 1975 鹿毛 アメリカ                       | Understanding                                               | Promised Land                                               | Promised Land    |
| 父 *サンデーサイレンス Sunday Silence 1986 青鹿毛 アメリカ | 父の母Wishing Well 1975 鹿毛 アメリカ                       | Understanding                                               | Pretty Ways                                                 |                  |
| 父 *サンデーサイレンス Sunday Silence 1986 青鹿毛 アメリカ | 父の母Wishing Well 1975 鹿毛 アメリカ                       | Mountain Flower                                             | Montparnasse                                                | Montparnasse     |
| 父 *サンデーサイレンス Sunday Silence 1986 青鹿毛 アメリカ | 父の母Wishing Well 1975 鹿毛 アメリカ                       | Mountain Flower                                             | Edelweiss                                                   |                  |
| 母 *ダンシングキイ Dancing Key 1983 鹿毛 アメリカ          | 母の父Nijinsky II 1967 鹿毛 カナダ                          | Northern Dancer                                             | Nearctic                                                    | Nearctic         |
| 母 *ダンシングキイ Dancing Key 1983 鹿毛 アメリカ          | 母の父Nijinsky II 1967 鹿毛 カナダ                          | Northern Dancer                                             | Natalma                                                     |                  |
| 母 *ダンシングキイ Dancing Key 1983 鹿毛 アメリカ          | 母の父Nijinsky II 1967 鹿毛 カナダ                          | Flaming Page                                                | Bull Page                                                   | Bull Page        |
| 母 *ダンシングキイ Dancing Key 1983 鹿毛 アメリカ          | 母の父Nijinsky II 1967 鹿毛 カナダ                          | Flaming Page                                                | Flaring Top                                                 |                  |
| 母 *ダンシングキイ Dancing Key 1983 鹿毛 アメリカ          | 母の母Key Partner 1976 黒鹿毛 アメリカ                      | Key to the Mint                                             | Graustark                                                   | Graustark        |
| 母 *ダンシングキイ Dancing Key 1983 鹿毛 アメリカ          | 母の母Key Partner 1976 黒鹿毛 アメリカ                      | Key to the Mint                                             | Key Bridge                                                  |                  |
| 母 *ダンシングキイ Dancing Key 1983 鹿毛 アメリカ          | 母の母Key Partner 1976 黒鹿毛 アメリカ                      | Native Partner                                              | Raise a Native                                              | Raise a Native   |
| 母 *ダンシングキイ Dancing Key 1983 鹿毛 アメリカ          | 母の母Key Partner 1976 黒鹿毛 アメリカ                      | Native Partner                                              | Dinner Partner F-No.7                                       |                  |
| 母系(F-No.)                                                | 7号族(FN:7)                                                 | 7号族(FN:7)                                                 | 7号族(FN:7)                                                 | [ § 3 ]          |
| 5代内の近親交配                                            | Almahmoud4×5、Blue Swords5×5、Bluehaze5×5、Native Dancer5×5 | Almahmoud4×5、Blue Swords5×5、Bluehaze5×5、Native Dancer5×5 | Almahmoud4×5、Blue Swords5×5、Bluehaze5×5、Native Dancer5×5 | [ § 4 ]          |
| 出典                                                       | 1. 2. 3. 4.                                                 | 1. 2. 3. 4.                                                 | 1. 2. 3. 4.                                                 | 1. 2. 3. 4.      |

- 兄弟は前出の他に、キングフラダンス（全弟、種牡馬）、エアギャングスター（全弟、騸馬、札幌記念2着）など。
- 叔母Key Flyerの孫にスズカマンボ（天皇賞・春）。他にも、牝馬の近親の多くが輸入され、産駒の多くが日本で競走生活を送っている。